# 鄺俊宇
鄺俊宇（英語：Roy Kwong Chun-yu；1983年2月9日—），香港前政治人物，民主黨成員，前任元朗區議員及香港立法會議員，也是註冊社工、填詞人、作曲家、愛情小說作家、時事評論員。2007年以24歲之齡首次參選區議員，並成為新界最年輕區議員。2016年被民主黨安排到功能組別爭席位以保住香港立法會分組點票否決權，最後以491,667票成為超級區議會的「票王」，晉身為香港立法會議員，並在立法會中擔任福利事務委員會主席。他曾是新界最年輕區議員，以及民主黨最年輕的中央委員。2021年1月6日，鄺俊宇因早前參與立法會民主派初選35個人案件後涉嫌違犯中華人民共和國香港特別行政區維護國家安全法而被捕，但未被起訴。

## 背景
籍貫廣東省東莞市，早年於元朗朗屏邨成長，曾就讀元朗朗屏邨東莞學校（1995年下午校畢業）、香港中文大學校友會聯會張煊昌中學（1998年中三）以及屯門鄉村師範專科學校同學會學校（中學部，2000年中五）。在2000年香港中學會考中英文科不合格。他因而六度參加英文科會考，最終在2011年（28歲）取得英文科合格成績。。 鄺俊宇其後修讀香港專業進修學校社會工作副學士課程並取得註冊社工資格。2008年，鄺俊宇曾參加香港電台《政壇新秀訓練班》節目主持。

### 參與政治選舉
2007年香港區議會選舉，是鄺俊宇首次參與政治選舉，他在選舉期中，所跳的Hip Hop舞蹈被居民拍下並上載到YouTube，並且被電視台報導，而令其人氣提升，他在北朗選區中以24歲的低齡贏了擁有十幾年資歷的議員對手，時任朗屏邨業主立案法團主席陳兆基。在當選後在「政壇新秀」訓練班時，時任政制及內地事務局林瑞麟局長呼籲他好好做，以後可當特首。
2008年香港立法會選舉，鄺俊宇以25歲之齡成為當屆全港最年輕參選人，排在民主黨張賢登第二名單出選新界西選區，得票10,069票未能當選。2011年香港區議會選舉，他以2,554票，成功連任元朗區議會北朗選區區議員，得票較上屆增加三成。
2012年香港立法會選舉，他排在民主黨主席何俊仁及林紹輝第二名單參選超級區議會議席，並位列名單的第二位，結果何俊仁順利當選。
2015年香港區議會選舉，他以2,890票成功連任元朗區議會北朗選區區議員。
2016年香港立法會選舉，共有5席的超級區議會議席，公民黨陳琬琛、民協何啟明及新民主同盟關永業在立法會投票日前夕宣布棄選以保住泛民超區第三席，而他成功以491,667票成為超區「票王」，晉身為香港立法會議員。
2019年香港區議會選舉，鄺俊宇以4,382票擊敗民建聯具有工程師背景兼青年民建聯委員譚煒霖，成功連任元朗區議會北朗選區區議員。

### 精於舞蹈及創作
鄺俊宇喜愛hip hop舞舞蹈，有「Hip Hop議員」的稱號，早於2007年香港區議會選舉，他以hip hop舞突出自己，無綫電視亦曾採訪他。2012年香港立法會選舉論壇中，鄺以Rap的方式質問對手民建聯劉江華。他並自編自導自演愛情微電影《幸福的守護》作競選短片，影片獲過萬點擊及引起台灣媒體關注。
2012年1月，他獲台灣蕃薯藤網站邀請，到台灣進行訪問及演講，被台灣媒體譽為「八零後特首人選」其愛情散文《whatsapp的「兩個剔」》於台灣蕃薯藤網站錄得6000多個讚好，並於Facebook獲過千次轉貼。文章從台灣傳回香港，經濟日報副刊為此進行報導。
鄺俊宇喜愛寫作，他將寫作興趣及議員身分結合，從地區工作收集感人小故事，通過文字與其他人分享，成為當今香港最紅的散文作家。2014年2月14日，正值情人節巧遇元宵的日子，鄺俊宇的出版首部散文作品《愛你，若只如初見》，上架數小時後售罄，更在半年內再版七次 。
2014年2月16日，他代表元朗區議會參加渣打馬拉松10公里賽事，並為元朗區奪得「區議會盃」季軍。2015年3月14日，他在白色情人節的晚上，他開辦首個脫口秀 《聽說愛情，幸福在咫尺》，而其第四部愛情散文《如想見，卻不可以再遇》亦於會場內以初版形式出售。同年4月，他首支作曲兼填詞的音樂作品《幸福再遇》正式派台，由歌手歐陽雨主唱。2018年他作曲兼填詞的音樂作品《謝謝你傷過我》(改編自己2015年舊作《幸福再遇》)正式派台，由歌手簡淑兒主唱。

## 社會事件

### 保護南生圍
鄺俊宇一直參與廣深港高速鐵路菜園村收地問題，並曾嚴厲批評香港政府收地程序離譜。
他是《萬人聯署‧決不讓南生圍淪陷！》行動組召集人，2010年12月，帶領過千名市民到南生圍發動名為《十二圍城》的瞓草地行動，以顯示保護南生圍的決心。同期，城規會拒絕地產商延期發展南生圍的申請，至今南生圍仍得以保留。

### 動物權益
他也是《凝聚萬人，誓爭動物警察！》行動組召集人，事源於2012年11月發生觀塘順天邨虐殺貓案，他聯同網民到觀塘警署請願，促警方徹查案件。其後於2013年1月13日發起《113，為無聲起義》遊行，爭取成立「動物警察」。鄺俊宇有「貓議員」之稱，事緣他提交議程關注虐貓案，於區議會上遭警方代表嘲笑為「貓議員」，他回應：「貓狗無選票，但我有責任!」。
在2016年當選立法會議員後，在議會中進一步推廣及保障動物福利。2017年，在立法會上提出「維護動物權益」議案，要求香港盡快制定全面的動物保護法。這議案最終獲得通過，鄺俊宇表示，由民主派議員所提出議案一向難以通過，形容今次是幾經辛苦下獲得通過。漁護署隨後在2019年4月就《動物褔利法》進行公眾諮詢，為近數十年最大就動物福利進行立法項目。
2017年10月6日，一名婦人於觀塘安達邨商場藥房購物後，聲稱其子被藥房所飼養的貓隻「波子」抓傷耳背，並向漁農自然護理護署（漁護署）舉報。漁護署稍後「預約拘捕」，要求店方交出「波子」隔離檢查七日。鄺俊宇其後介入事件，要求漁護署撤銷對貓隻「波子」的拘捕，並在網上發起聯署聲援，近一日後已有逾六萬人聯署。最後「波子」因為生病留醫獸醫診所，漁護署容許在私家診所獸醫及貓主簽署承諾文件並遵守有關隔離檢疫規定的情況下，容許「波子」在獸醫監察下隔離觀察七日。「波子」被隔離七日後，在10月14日完成檢役，正式「復工」。
2017年10月27日，鄺俊宇在面書轉貼本社運人士何來不具名指一元朗食肆售賣狗肉，要求網民廣傳搜證。事件引來廣泛關注，直至11月8日食環署檢驗報告指出陳先生送檢的動物對羊呈陽性反應。鄺俊宇其後在社交媒體發文致歉。
2019年3月，一隻在泰國港口誤登香港貨櫃船而入境的狗隻，被漁護署接走不足 24 小時後被人道毀滅。事件引來廣泛關注，鄺俊宇隨即發起聯署行動，要求漁護署交代事件，更引來超過3萬人參與聯署。據鄺俊宇所述，當中遠至泰國亦有人參與聯署要求政府交代。最後，漁護署罕有地在社交媒體致歉，並承諾會改善日後處理手法。

### 逃犯條例
反對逃犯條例修訂草案運動期间，鄺俊宇多次親自向抗爭第一線慰問示威者送上關懷和慰問，負責調停警方與示威者之間的對立關係。這種親民的形象讓他被網友封為「鄺神」。
2019年6月14日，鄺在中環遮打花園參與「香港媽媽反送中集氣大會」集會時接受蘋果日報訪問，鄺表示「我唔要我嘅手足流血、我唔要我嘅手足受傷，我嘅手足係呢度嘅所有人。」（我不要我的手足流血、我不要我的手足受傷，我的手足是這裡的所有人）。鄺其後亦多次稱示威者為「手足」，「手足」一詞便成了示威者相稱的用詞。
2019年7月27日，在元朗示威期間，香港警方于元朗安樂路施放過期催淚彈無差別攻擊市民，鄺俊宇在现场指責警方攻擊老人院，老人院內有催淚彈洩入。
2019年7月30日，中學通識課教師蘇子冠向社工註冊局投訴，指鄺俊宇涉嫌違反社工專業操守同守則，要求社工註冊局立刻撤銷鄺俊宇的社工牌照。蘇又指鄺俊宇為「暴力幫兇」、衝擊法治等，鄺俊宇未做回應。
2019年8月2日，香港立法會議員何君堯開記者會敦促警方拘捕鄺俊宇，指其罪行有公眾妨擾、涉嫌干犯煽動、阻差辦公及非法集會。
2019年9月24日早上10時15分，鄺俊宇於在天水圍天業路近濕地公園對開的社區健康中心停車場取車時遭3名男子襲擊，另有一名男子手持手提電話拍攝。鄺俊宇的後腦近頸椎位置受重擊，被送往天水圍醫院。鄺俊宇出院後表示這是國際醜聞，民主黨議員林卓廷認為是針對民意代表及反對逃犯條例修訂草案運動的主要人物。民主黨議員涂謹申則懷疑有人買兇施襲。政府發言人強烈譴責施襲行為，指警方會嚴正跟進。

### 在抗爭運動間作調停被警方暴力對待
2020年5月10日母親節，有網民發動「和你SING」活動, 在多個商場高唱反修例運動歌曲，當天入夜後，旺角一帶發生警民衝突，防暴警察制服多人。當天晚上約10點半，山東街交界一名母親的兩名分別為12歲及14歲的女兒被警方帶走，鄺俊宇在現場代該母親向警方查詢兩名女孩下落，期間使用揚聲器和警方理論，數分鐘後一名防暴警突然衝前把鄺俊宇推跌，之後數名防暴警察把他包圍，更有警員以膝頭把他的頭部壓在地面上，期間鄺俊宇面露痛苦，防暴警察同時擴大封鎖線，以及對現場記者施放胡椒噴霧。其後鄺俊宇在未知被被捕理由下，被警方押往紅磡警署。翌日凌晨1時左右，鄺俊宇因受傷被送往伊利沙伯醫院治理，根據民主黨許智峯透露，鄺俊宇需要留院及接受一系列的檢查，但不知道他的被捕原因，而相關法律程序則交由律師處理。之後，警方稱鄺俊宇被警方懷疑其在現場將一個水樽擲向警務人員，故以涉嫌在公眾地方行為不檢把他拘捕及扣留調查。據香港電台片段，鄺俊宇由開始至被捕，手中都沒有拿物品。其後被証實當時並無向警員投擲水樽，被無條件釋放。

### 有意協助美華
2021年11月，東張西望報導聾女美華事件後，鄺俊宇前往李鄭屋邨了解，希望協助美華，後來他在其社交網絡上發文，希望藉網絡的力量來尋找美華；帖文發出後獲得網民支持。由於已有聾人機構「龍耳」創辦人邵日贊跟進事件，有數名網民留言著他聯絡龍耳。

## 著作
- 《愛你，若只如初見》，2014年2月，今日出版
- 《有一種幸福叫忘記》，2014年7月，白卷出版社
- 《愛你，若只如初見 漫畫版》，2014年10月，今日出版
- 《數到三，就放手》，2014年11月，白愛出版
- 《如想見，卻不可以再遇》，2015年3月，白愛出版
- 《珍惜要在別離前》，2015年7月，白愛出版
- 《在微時，再遇我們的幸福》，2015年7月，白愛出版
- 《倘若愛情有如果》，2016年7月，白愛出版
- 《約定了，陪你走》，2017年1月，白愛出版
- 《有一種幸福叫守護》，2017年7月，白愛出版
- 《還未捨得放下你》, 2018年1月, 白愛出版
- 《謝謝你 傷過我》，2018年7月，白愛出版
- 《遺憾的出場序》，2019年4月，白愛出版
- 《我們在一起》，2019年7月，白愛出版
- 《後來的幸福》，2021年7月，白卷出版社

## 音樂作品
- 作曲: 阮民安 填詞：鄺俊宇 《煲底之約》（主唱：阮民安）[50]
- 作曲: 阮民安 填詞：鄺俊宇 《手足》（主唱：阮民安）[50]
- 作曲、填詞：鄺俊宇《謝謝你傷過我》（主唱：簡淑兒，改編自己2015年舊作《幸福再遇》）[51]，2018
- 作曲、填詞：鄺俊宇《幸福再遇》（主唱：歐陽雨）[52]，2015

## 影視作品
- ViuTV真人騷節目：《初戀還未來？》飾演 擔任導師
- 奇妙電視、驕陽電影電視劇集：《熱戀100天》飾演 議員

## MV拍攝
- 《留一線》（主唱：簡淑兒），2015
- 《人魚之丘》（主唱：許雅婷），2015
- 《幾百萬分之一》（主唱：袁紫僑），2015
- 《剛剛》（主唱：溫心），2015

## 外部連結
- YouTube上的鄺俊宇頻道
- 鄺俊宇的Facebook專頁
- 鄺俊宇的Instagram帳戶
- 2016年立法會選舉官方網站區議會（第二）功能界別選舉結果 （页面存档备份，存于）

| 議會席位      | 議會席位                                               | 議會席位 |
| ------------- | ------------------------------------------------------ | -------- |
| 前任： 陳兆基 | 元朗區議會 北朗選區區議員 2008年1月1日－2021年10月20日 | 空缺     |